# 隆日维尔蒙多尔
隆日维尔蒙多尔（法語：Longevilles-Mont-d'Or，法語發音：[lɔ̃ʒvil mɔ̃ dɔʁ]）是法国杜省的一个市镇，属于蓬塔利耶区。

## 地理
隆日维尔蒙多尔（46°45'14"N, 6°19'0"E）面积13.25 平方千米，位于法国勃艮第-弗朗什-孔泰大區杜省，该省份为法国东部内陆省份，北起上索恩省，西接汝拉省，东部及东南部与瑞士接壤，东北部与贝尔福地区省接壤。
与隆日维尔蒙多尔接壤的市镇（或旧市镇、城区）包括：圣安托万、罗什让。

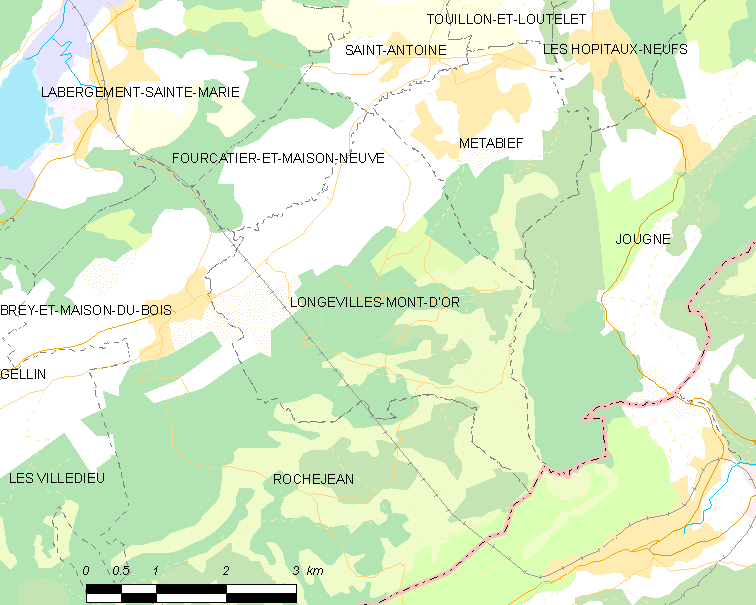
隆日维尔蒙多尔的OSM定位图

隆日维尔蒙多尔的时区为UTC+01:00、UTC+02:00（夏令时）。

## 行政
隆日维尔蒙多尔的邮政编码为25370，INSEE市镇编码为25348。

## 政治
隆日维尔蒙多尔所属的省级选区为弗拉讷县。

## 人口

1962-2008年间隆日维尔蒙多尔人口变化图示

隆日维尔蒙多尔于2022年1月1日时的人口数量为615人。